# Oscar Möller
Sten Oscar Hans Möller, född 22 januari 1989 i Sundbyberg, är en svensk före detta professionell ishockeyspelare. Han spelade 2014-2016 i ryska AK Bars Kazan efter att ha blivit köpt från SHL-laget Skellefteå AIK. Från 2016 till karriärens slut spelade han i Skellefteå AIK. 2007 valdes han som 52:a spelare i NHL-draften.

## Inledande Karriär
Oscar Möllers moderklubb är Spånga IS. Efter två säsonger med Chilliwack Bruins i WHL (2006-2008) tog han en plats i NHL-laget Los Angeles Kings inför säsongen 2008-09. Han debuterade i NHL 11 oktober 2008 mot San Jose Sharks och gjorde sin första NHL-poäng med en assist till Tom Preissings mål i matchen mot Anaheim Ducks 14 oktober 2008. Månaden efter blev han en av alla tiders yngsta svenskar att göra mål i NHL.
Möller var en av Sveriges mest tongivande spelare under JVM 2008. I turneringen spelade han sex matcher och gjorde 3 mål och 2 assist. Under JVM 2009 var det tänkt att han åter igen skulle vara en av de ledande spelarna och han blev vald till lagkapten. Defensiven och rollen som lagkapten skötte Möller på ett förnöjande sätt men framåt blev det inte mer än ett mål och tre assist på sex matcher. En spelare av hans kaliber, med ett 30-tal NHL-matcher i bagaget, hade högre förväntningar på sig själv än så. Likväl var han med och spelade hem det andra raka JVM-silvret till Sverige.
Inför säsongen 2011/2012 skrev Möller på ett tvåårskontrakt med Skellefteå AIK. Under sin första elitseriesäsong gjorde Möller 31 poäng på 54 matcher och hjälpte laget till sin andra raka SM-final där man dock fick se sig slagna av Brynäs IF. Möllers andra säsong blev en skadedrabbad sådan men han producerade trots detta 26 poäng på de 28 matcher han spelade. Innan slutspelet skulle börja valde Möller att skriva på en kontraktsförlängning på ytterligare fyra år i Skellefteå AIK. I slutspelet var Möller skadefri och var en av Skellefteå AIK:s nyckelspelare när klubben tog hem sitt första SM-Guld sedan 1978.
Säsongen 2013/2014 var Möller däremot skadefri och var återigen en av nyckelspelarna när Skellefteå AIK försvarade sitt SM-guld. Möller och kedjekamraten Joakim Lindström gjorde succé i slutspelet och delade vinsten i slutspelets poängliga på 18 poäng. Möller blev också uttagen till svenska landslagets trupp till  VM i Minsk. Där fortsatte duon på det inslagna spåret och var en starkt bidragande orsak till att Tre Kronor fick med sig en bronsmedalj hem till Sverige. Efter VM var Möller högaktuell för en återkomst till sin forna NHL-klubb Los Angeles Kings men parterna misslyckades komma överens om det envägskontrakt Möller krävde.

## Klubbar
- Spånga IS, (2003/2004 - 2004/2005)
- Djurgårdens IF J20, SuperElit (2005/2006)
- Chilliwack Bruins, WHL (2006/2007 - 2007/2008)
- Manchester Monarchs, AHL (2007/2008 - 2010/2011)
- Los Angeles Kings, NHL (2008/2009 - 2010/2011)
- Skellefteå AIK, SHL (2011/2012 - 2013/2014)
- Ak Bars Kazan, KHL (2014/2015 - 2015/2016)
- Skellefteå AIK, SHL (2016/2017 - )

## Utmärkelser
Invald i WHL Western Conference First team All-Star för säsongen 2007-08